# Wolfgang Maiers
Wolfgang Maiers (* 19. Januar 1950 in Braunschweig) ist ein deutscher Psychologe und ehemaliger Hochschullehrer der Hochschule Magdeburg-Stendal (Standort Stendal), wo er den Lehrstuhl für Allgemeine Psychologie innehatte. Er ist der Schule der Kritischen Psychologie zuzurechnen. Seine Forschungsschwerpunkte waren subjektwissenschaftliche Handlungstheorien und Lernpsychologie, auch Allgemeine Psychologie, sowie philosophische und wissenschaftstheoretische Grundlagen der Psychologie (Geschichte der Psychologie).

## Werdegang
Maiers studierte seit dem Wintersemester 1968 Psychologie (Hauptfach) und Pädagogik (Zweithauptfach) in Braunschweig, Göttingen und Berlin (Freie Universität Berlin). Ab 1974 begann er die Arbeit an seiner Dissertation, in dessen Zug sich ein regelmäßiger, fachlich-persönlicher Kontakt zu Klaus Holzkamp ergab. Wie dieser engagierte sich auch Maiers hochschulpolitisch realsozialistisch.
Während seiner Forschungstätigkeit stellte er fest, dass die „Mainstream-Psychologie“ ihrem selbst gestecktem Ziel der Naturwissenschaftlichkeit nicht gerecht wird und es eine monistische Grundlegung der Psychologie benötigt, um die mit Regelmäßigkeit auftretenden Krisen der Psychologie zu überwinden. Der Anspruch an diese monistische Psychologie ist, die Problematik des Dualismus zwischen geistes-/kulturwissenschaftlichen und naturwissenschaftlichen Zugängen zur Psychologie, die bis heute bestehen, zu überwinden.
In den 1990er Jahren war er als Privatdozent an der Freien Universität Berlin tätig. Seine Berufung als Nachfolger für Klaus Holzkamp scheiterte, obwohl er auf den ersten Listenplatz des Berufungsverfahrens gesetzt wurde; die Stelle wurde in Folge hochschulpolitischer Kämpfe gestrichen. Ende der 1990er Jahre erhielt Maiers Lehraufträge an der Fachhochschule Altmark. Später war er an der Konzeption des Studiengangs Rehabilitationspsychologie an der Hochschule Magdeburg-Stendal beteiligt. 2001 wurde er zum Professor für Allgemeine Psychologie berufen. Von Oktober 2005 bis Juni 2018 war er Dekan des Fachbereichs Angewandte Humanwissenschaften. 2018 schied er aus dem aktiven Lehrbetrieb aus.
Zur Feier des 20-jährigen Bestehens des Studiengangs der Rehabilitationspsychologie am 2. Oktober 2019 hielt er die Begrüßungsansprache.

## Mitgliedschaften
- European Society for the History of the Human Sciences
- International Society for Theoretical Psychology (ISTP) (Gründungsmitglied)
- Neue Gesellschaft für Psychologie (NGfP)
- Deutsche Gesellschaft für Psychologie (DGPs)
- Rosa-Luxemburg-Stiftung (Vertrauensdozent)
- Bund demokratischer Wissenschaftlerinnen und Wissenschaftler (BdWi)[2]

## Schriften (Auswahl)
- Normalität und Pathologie des Psychischen. In: Das Argument. Band 91, 1975, S. 457–493.
- mit M. Markard: Kritische Psychologie als marxistische Subjektwissenschaft: Fazit einer Entwicklung anläßlich des ersten „Internationalen Kongresses Kritische Psychologie“. In: Sozialistische Politik. Band 41, 1977, S. 136–156.
- Zur Erkenntnisfunktion wissenschaftshistorischer Analyse für die Gegenstandsbestimmung der Psychologie. In: K.-H. Braun, K. Holzkamp (Hrsg.): Subjektivität als Problem psychologischer Methodik. Bericht vom III. Internationalen Kongreß Kritische Psychologie. Marburg 1984. Campus, 1985, S. 315–363.
- Kritische Psychologie. In: H. E. Lück, H. Heidbrink (Hrsg.): Wissenschafts- und erkenntnistheoretische Grundlagen der Psychologie. Kurseinheit 3: Wissenschaftstheoretische Positionen der Psychologie. FernUniversität, 1986, S. 79–107.
- The Historical Approach of Critical Psychology – Just Another Case of "Paradigm Promotion"? In: W. J. Baker, M. V. Hyland, H. van Rappard, A. W. Staats (Hrsg.): Current Issues In Theoretical Psychology. Elsevier, 1986, S. 175–188.
- 60 Jahre Krise der Psychologie. In: Forum Kritische Psychologie. Band 20, 1988, S. 23–82.
- mit Ch. W. Tolman (Hrsg.): Critical Psychology: Contributions to an Historical Science of the Subject. Cambridge University Press, 1991.
- Der Beitrag Klaus Holzkamps zur Einheit der Psychologie. In: Das Argument. Band 212, 1995, S. 881–886.
- Lernen/Lerntheorie. In: S. Grubitzsch, K. Weber (Hrsg.) Psychologische Grundbegriffe: Ein Handbuch. Rowohlt, 1998, S. 316–323.
- mit F. Haug und U. Osterkamp (Hrsg.): Klaus Holzkamp Schriften. Band II: Theorie und Experiment in der Psychologie: Eine grundlagenkritische Untersuchung. Argument, Hamburg 2005.
- „Lernen“ – erklärungsmächtiges Konzept oder leeres Versprechen der Psychologie? In: Forum Kritische Psychologie. Band 57, 2013, S. 116–137.
- mit Ch. Allesch u. a.: Memorandum zur Lage und Zukunft des Fachs Geschichte der Psychologie. In: Psychologische Rundschau. Band 66, 2015, S. 176–177.